# Rastreo vehicular automatizado

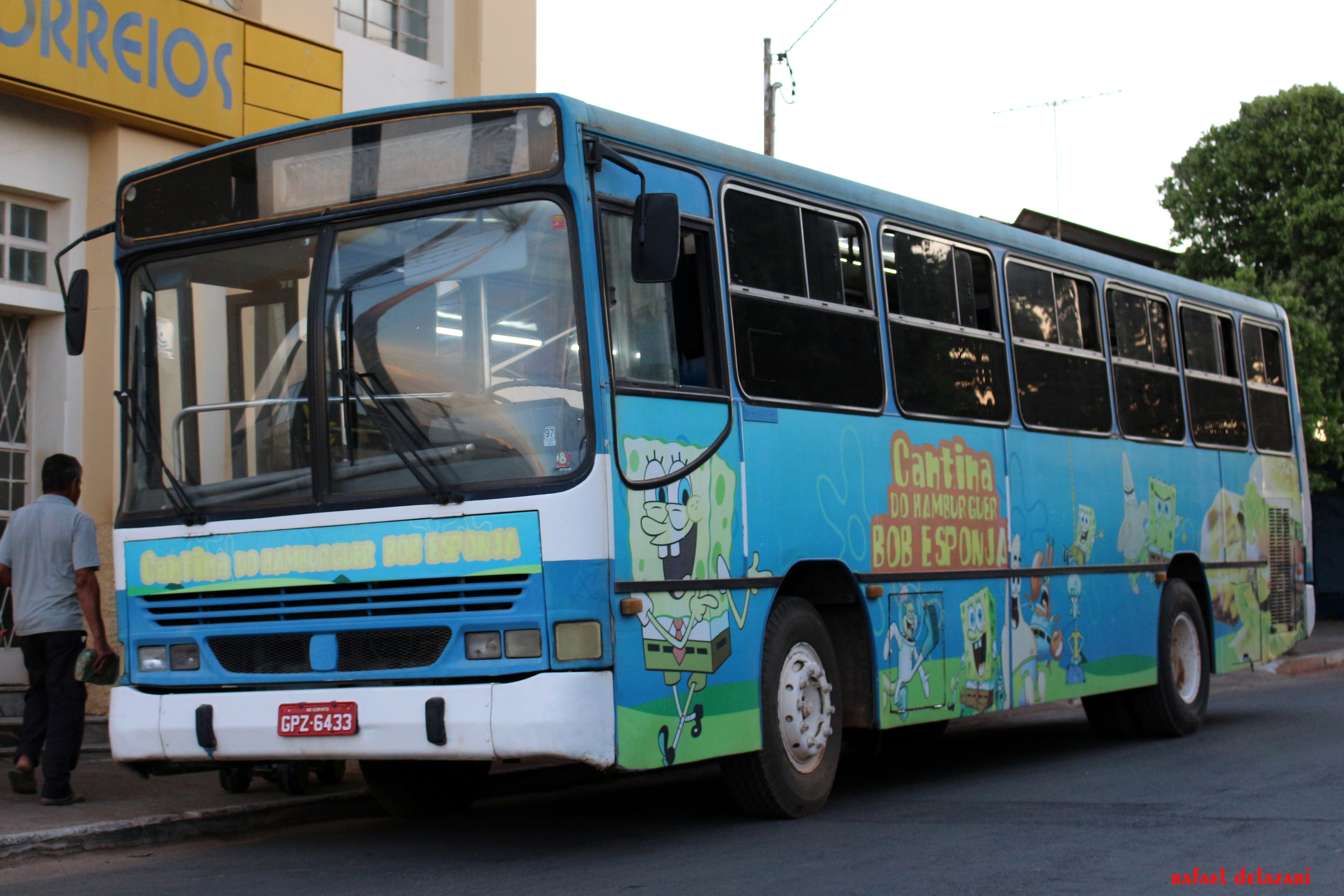

El sistema de rastreo vehicular automatizado (RVA), localización vehicular automatizada (AVL, acrónimo de su denominación en inglés, automatic vehicle location) o sistema de ayuda a la explotación, (SAE) se aplica a los sistemas de localización remota en tiempo real, basados generalmente en el uso de un GPS, GSM, Bluetooth, Wifi y un sistema de transmisión que es frecuentemente un módem inalámbrico. El sinónimo europeo es tele-localización.
Los sistemas en línea se apoyan en la transmisión inalámbrica de datos, la cual nos da como ventaja gran movilidad y nos permite tener una comunicación en tiempo real de lo que sucede en nuestro vehículo (Bluetooth, satélites, celulares, etc.).
Los sistemas fuera de línea son aquellos en los que la información no es transmitida en tiempo real, es necesario utilizar un dispositivo de memoria para poder transportarla y analizarla.
Los vehículos de gama alta o vehículos electrónicos (Tesla entre otros) tienen estos GPS y a la compañía en caso de robos puedes pedir la ubicación de este vehículo.

## Contexto
En la mayoría de los casos, la localización es determinada utilizando un equipo GPS y la transmisión hacia el lugar de control es mediante tecnologías de comunicaciones como la satelital, celular o radio, utilizando un módem de transmisión ubicado en el vehículo como parte (o endosado) al dispositivo GPS.
Algunas otras posibilidades para determinar la localización del vehículo, si no es con GPS son el uso de DR (dead reckoning), Navegación Inicial o RFID e incluso alguna combinación de varias de dichas tecnologías.
Como último caso podemos encontrar que estos dispositivos instalados en los vehículos para "rastrear" o mejor conocidos como GPS, no siempre van a estar ahí para funcionarnos, puede que en los pocos casos que hay directamente no puedan funcionar a causa de malicias hechas por el hombre solo para robar. Siempre tener en cuenta todo lo que hacemos con nuestros vehículos y ver si en realidad lo necesitamos.

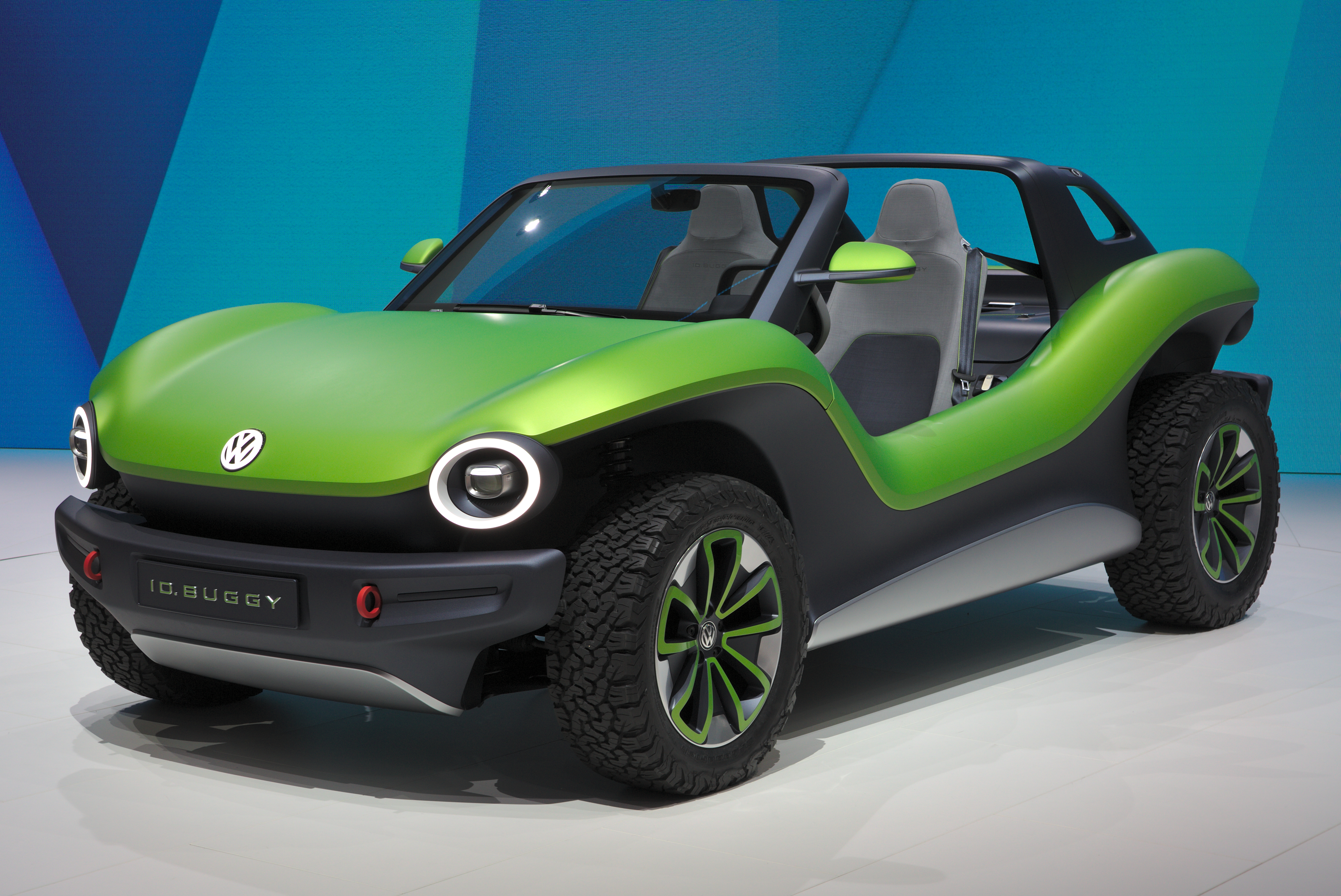

## Componentes de AVL
1. Satélites GPS:
La gran mayoría de los dispositivos AVL ocupan los satélites GPS para obtener información de su ubicación geográfica, entre otros parámetros.
2. Unidad GPS móvil:
Actualmente más vehículos incorporan dispositivos GPS para ser rastreados satelitalmente y calcular su posición, pero esta posición sólo puede ser vista localmente, habida cuenta de que el sistema puede ser usado solo parcialmente ya que no es un sistema de "llave en mano". 
Un sistema AVL normal podría básicamente:
- Recibir señales de satélite GPS.
- Calcular su posición, velocidad, dirección y altitud.
- Comunicarse con la Estación Base utilizando diferentes tecnologías celulares o satelitales.
- Utilizar un diseño inteligente, decidir cuándo reportar datos y cómo.
- Recibir el tiempo y fecha precisos a partir del sistema GPS.
- Registrar históricamente, datos de rastreo y localización geográfica.

3. Red de Comunicaciones:
La comunicación se puede establecer mediante el uso de la red GSM, sistemas de radiofrecuencia (ej. mediante APRS), sistemas de comunicación satelital entre otros, siendo el más habitual la comunicación a través de la red celular. De esta forma el vehículo puede transmitir su posición y otras informaciones a la Estación Base. La comunicación vía GSM, al ser bidireccional, permite que la Estación Base pueda chequear el estado de sus vehículos y si es necesario, enviarles nuevas instrucciones, como, por ejemplo, comandos remotos para activar actuadores o revisar el estado de los sistemas del vehículo. 
4. Mapas AVL:
Una de las más sobresalientes características de AVL es que puede usarse el software de la Estación Base para automáticamente desplegar la ubicación de los vehículos en un mapa geográfico real. Dependiendo del software de representación geográfica, se podrán ampliar o reducir los mapas, para lograr prácticamente cualquier nivel o detalle y pueden ser programados para hacer un seguimiento, automáticamente, de un vehículo designado.

## Funcionamiento de un localizador GPS
Debido a que el GPS tiene que buscar la señal emitida por al menos 4 satélites para poder calcular su posición, una vez que cualquier tipo de receptor es recién instalado, éste debe ejecutar una secuencia llamada arranque en frío. Esto significa que buscará la señal de cada uno de los 27 satélites y basándose en los que encuentre identificará su satélite de origen y entonces podrá calcular su posición. Esto significa que el tiempo que tardará en calcular su posición por primera vez será entre 5 y 10 minutos, dependiendo de la calidad de la señal que reciba. Una vez que el receptor obtenga estos datos, los próximos cálculos serán mucho más rápidos, del orden de 0,3 s y de 1 min en reinicio.
De la misma manera, si el receptor se encuentra localizado en algún lugar cerrado, como un estacionamiento, no podrá detectar la señal de los satélites y por lo tanto no podrá calcular su posición en ese instante. Sin embargo, se han desarrollado receptores GPS de alta sensibilidad que sí pueden detectar señales satelitales más débiles, aunque estas sean atenuadas por paredes o condiciones atmosféricas adversas, aunque no en ambientes hostiles para las señales, como lo son estacionamientos subterráneos, etc.
El funcionamiento de un sistema GPS apoyado con GPRS sería el siguiente:
1. Módem reconoce movimiento en distancia (Posición)
2. Sim dentro del módem envía un paquete de datos con la ubicación
3. Red celular recibe  paquete de datos y los transfiere por la APN establecida (Conexión privada)
4. Decodificar de paquete de datos (Traducción de ubicación para colocarlo en un plano)
5. Inserción de coordenadas (longitud, latitud) en un mapa (Plataforma de rastreo)

## Transmisión de datos
En el caso de la transmisión de datos, en sus inicios el principal medio fue la radio, posteriormente se usó la tecnología celular (generando una llamada) o mediante mensajes de texto (SMS). Actualmente la mayoría de los sistemas modernos utilizan tecnologías celulares diseñadas para la transmisión de datos como GSM/GPRS, CDMA/1xRTT y EDGE entre otras, aprovechando la gran cobertura de estas redes de datos en la actualidad y la ventaja de que el cobro de transmisión se realiza normalmente por kilobytes transmitidos y no por tiempo de conexión.
Adicionalmente, dada la baja de los costos y el mínimo ancho de banda utilizado por esta tecnología, cada vez es más común el uso de tecnología satelital para la transmisión de datos, con la ventaja de su cobertura global en cualquier punto del planeta, lo que es imprescindible para aplicaciones como navegación, minería o forestal en que se trabaja en zonas en que normalmente no existe cobertura de las redes celulares.

## Como herramienta
La tecnología AVL es una herramienta poderosa en aplicaciones de administración de flotas de transporte, asignación de vehículos de emergencia, sistemas de transporte público, etc. especialmente si se integra con otras aplicaciones relacionadas como sistemas de Call Center, Central de Monitoreo, planificadores de ruta, sistemas de bodega y WMS y sistemas de despacho entre otras.
En la actualidad la mayoría de las personas cuando piensa en GPS en realidad está pensando en AVL ya que un equipo GPS es parte de la tecnología AVL pero no implica transmitir los datos de posición hacia un lugar remoto, sino utilizarlos localmente, como podría hacerlo un escalador de montañas o un competidor de rally en el desierto.

## Usos y ventajas del sistema
Esta tecnología puede ofrecer ventajas competitivas a una empresa ya que con el sistema de rastreo vehicular automatizado es posible reducir tiempos de entrega utilizando una hoja de recolección de datos, y así analizar la velocidad con la que su flotilla avanza, el tiempo y lugar en la que se encuentra, bloqueos, retrasos, optimizando sus entregas, por lo tanto, contar con itinerarios exactos, ofreciendo mejor servicio a su cliente.
Es una herramienta que puede optimizar la cadena de suministro, ya que nos permitirá tener una mejor logística pudiendo controlar tiempos y movimientos de los operarios de los camiones, recopilar tiempos de transporte, marcar rutas definidas y así evitar pérdidas de tiempo.
Puede ayudar a reducir costos, ya que con este sistema es posible saber la cantidad de combustible que utiliza el vehículo, información de cuanto acelera el conductor o frena, permitiendo así calcular el desgaste de partes, la presión del aire ejercido en el vehículo dependiendo de los lugares que transita; todo esto sirve para programar mantenimiento correctivo o realizar mantenimiento preventivo, y por lo tanto reducir costos.
Otro uso común del RVA es el de asegurar el cargamento que se transporta considerando que este tiene un valor considerable, ya que el sistema permite en caso de robo encontrar el vehículo, hay proveedores que ofrecen asesoría legal y prometen recuperar el vehículo en poco tiempo.
Es una herramienta que permite ofrecer servicios de valor agregado como el monitoreo activo, donde el centro de monitoreo lleva un seguimiento continuo vía plataforma GPS y telefónicamente con el operador a fin de llevar a cabo el protocolo establecido de ruta autorizada, paradas autorizadas, tiempos autorizados a fin de dar cumplimiento a la seguridad y logística que requiere el cliente.
Cada proveedor de este servicio ofrece ventajas útiles que dependiendo de las necesidades que se tengan se deberá analizar y elegir para lograr mayores beneficios en su empresa, éstos pueden ser considerados una excelente fuente de información y el mejor recurso para entender mejor el funcionamiento y uso de esta tecnología. Entre los productos que las diferentes empresas ofrecen y utilizan se encuentran diferentes sistemas en línea, es decir, sistemas de transmisión de datos inalámbricos los cuales son variados dependiendo de su uso y van desde mensajes SMS, portales en Internet, dispositivos ocultos, GPS, geo-localizadores, entre otros.